# Katrin Huß
Katrin Huß (* 8. Mai 1969 in Wolfen) ist eine deutsche Journalistin und Fernsehmoderatorin.

## Leben
Katrin Huß wurde in Wolfen geboren und wuchs in Delitzsch auf. Nach dem Abitur absolvierte sie ein Journalistik- und Sportstudium an der Universität Leipzig und arbeitete daneben bei verschiedenen Radiostationen, unter anderem bei Radio PSR und Radio Leipzig. Dort gestaltete sie das Satiremagazin „Leipziger Allerlei“.
1995 ging sie zum Fernsehen und absolvierte ein Volontariat beim MDR. Besonders die Sportberichterstattung war ihr Metier und so verfolgte sie das Ziel, Sportreporterin zu werden. Durch ein Casting der Volontäre wurde sie als neues „MDR-Gesicht“ entdeckt. Von da an moderierte sie das ARD-Vorabendprogramm sowie das MDR-Abendprogramm. In dieser Zeit arbeitete sie schon als Redakteurin, Gala- und Messemoderatorin.
Im Jahr 1995 nahm sie als amtierende Miss Ostdeutschland an der Wahl zur World Miss University in Südkorea teil. 2002 debütierte sie zusammen mit dem Komponisten Hans Blum mit der Veröffentlichung der Single Im Wagen vor mir (Die andere Version) als Sängerin. Durch ein weiteres Casting kam Katrin Huß im April 1998 zur Nachmittagssendung hier ab vier, später MDR um 4, die sie bis 1. Juli 2016 moderierte. Sie interviewte in dieser Zeit rund 2.000 Gäste, drehte Reportagen über den New York Citymarathon, über die Besteigung des Kilimandscharo in Tansania „Ich bin dann mal oben“ und bereiste mit dem Olympiasieger im Skispringen Jens Weißflog Nepal, wanderte mit ihm bis auf 4500 Meter ins Basislager des Mount Everest. Es entstand die MDR-Reportage „Dünne Luft und dicke Freude“.
2010 nahm sie in der Luther-Dekade mit einer Läuferstaffel aus Sachsen-Anhalt am Spendenlauf „Von Luther zum Papst“ teil und lief als Reporterin im Wechsel mit 20 Läufern 2000 Kilometer von Wittenberg bis nach Rom zur Papstaudienz. Unter dem Motto „für Frieden, Demokratie und Toleranz, gegen Fremdenfeindlichkeit“ lief sie im April 2017 die Strecke wieder mit einer Läuferstaffel als „Friedenslauf – von Rom nach Wittenberg“ zum 500-jährigen Jubiläum der Reformation zurück. In der Läuferstaffel waren auch Pfarrer Matthias Vosseler, der Schwergewichtsboxer Timo Hoffmann sowie Flüchtlinge aus Somalia.
Des Weiteren moderierte Katrin Huß von 2003 bis Ende 2011 die Sendung Café Trend beim MDR, die jeweils am Wochenende ausgestrahlt wurde. Außerdem arbeitet sie als Moderatorin von Veranstaltungen sowie Galas und Podiumsdiskussionen, führte Interviews mit prominenten Persönlichkeiten.
Nach über 21 Jahren beendete Katrin Huß im Juli 2016 ihre Tätigkeit beim MDR.
Seit 2018 moderiert sie verschiedene Talkformate für das Internetportal NuoVisoTV/Nuoflix, unter anderem die Sendung „Café Plus“ und „Ruderboot“ gemeinsam mit Uwe Steimle und Julia Szarvasy. 2023 kamen weitere Talkformate für das Filmportal Cosmic Cine TV dazu. 2012 bis 2015 absolvierte sie eine Ausbildung zur Yogatherapeutin und führte anschließend bis 2020 eine Yogaschule in Markkleeberg.
2020 erschien im Kopp-Verlag ihr Buch Die traut sich was! Geschichten aus dem Leben einer Fernsehmoderatorin. Seitdem hält sie dazu Multimediavorträge.
2018 und 2020 pilgerte sie den Jakobsweg von der französischen Grenze bis nach Santiago de Compostela, insgesamt 2000 Kilometer durch Portugal und Spanien. Dabei entdeckte sie ihre Leidenschaft für Musik wieder. Zurück in Deutschland produzierte sie zusammen mit dem Wiesbadener Musiker und Komponisten Ralph Valenteano das Musikalbum KHussologie. Zu allen Songs produzierte sie auch Musikvideos, die auf Youtube zu sehen sind. Die Veröffentlichung des Albums – Titel KHussologie – auf dem Musiklabel D7 der Firma 7us media group GmbH, war am 29. September 2023.
Seit 2020 absolvierte sie verschiedene Weiterbildungen, unter anderem Ethnobotanik und Pflanzenheilkunde bei Wolf-Dieter Storl im Allgäu sowie Naturheilkunde und Psychotherapie an der Deutschen Heilpraktikerschule in Leipzig und SAMA-Sonologie, Grundtonbestimmung bei Ulrich Pühn. Ihr Wissen gibt sie seit 2023 in Seminaren weiter: „Dem Leben vertrauen – Yoga-Wildkräuter-Wandertage“.

## Publikationen
- Katrin Huß: Die traut sich was! Geschichten aus dem Leben einer Fernsehjournalistin. 1. Auflage. Kopp Verlag, Rottenburg 2020, ISBN 3-86445-805-6, S. 284.